# بلوک پیام سرور
بلوک پیام سرور (Server Message Block) یا اس‌ام‌ب (SMB) که سامانه پرونده مشترک اینترنتی (Common Internet File System) یا سی‌آی‌اف‌اس (CIFS) نیز نامیده می‌شود یک پروتکل با تعریف استاندارد برای دسترسی به فایل از راه دور برای استفاده میلیون‌ها رایانه در یک زمان است. با استفاده از سی‌آی‌اف‌اس، کاربران سیستم عامل‌های مختلف می‌توانند فایل‌های خود را بدون نیاز به نصب نرم‌افزار جدیدی به اشتراک بگذارند.
سی‌آی‌اف‌اس بر روی بستر TCP/IP اجرا می‌شود، اما با استفاده از پروتکل اس‌ام‌ب (بلوک پیغام شخصی) که بر روی ویندوزهای مایکروسافت وجود دارد امکان دسترسی به فایل‌ها و پرینترها را فراهم می‌نماید. سی‌آی‌اف‌اس به تمام برنامه‌های کاربردی اجازه می‌دهد، (نه تنها مرورگرهای وب)، که فایل‌ها را در شبکه اینترنت باز کرده یا به اشتراک بگذارند.
با استفاده از سی‌آی‌اف‌اس، تغییرات ایجاد شده در یک فایل به‌طور همزمان در هر دو سمت یعنی کلاینت و سمت سرور ذخیره می‌شود.